# Margot Ribberink
Margot Ribberink (Hengelo, 20 maart 1965) is een Nederlandse meteorologe.

## Loopbaan
In 1989 studeerde Ribberink af als bioloog aan de Radboud Universiteit Nijmegen en kwam in 1990 als meteorologe in dienst bij Meteo Consult (later MeteoGroup) in Wageningen. Van 1993 tot en met 2013 was Ribberink te zien als weervrouw bij het RTL Weer op RTL 4. Ze presenteert het weerbericht op zowel radio als tv bij Omroep MAX en diverse regionale zenders o.a. bij Omroep West en Radio M Utrecht.
Naast het presenteren geeft Ribberink lezingen over het weer, klimaatverandering en duurzaamheid. Voor Pollennieuws schrijft en presenteert zij hooikoortsverwachtingen.
In het tornadoseizoen reisde Ribberink vaak naar de Verenigde Staten als tornadojager. Nu richt ze zich vooral op het creëren van bewustwording voor een duurzame levensstijl.

## Klimaatverandering
Ribberink houdt zich bezig met de opwarming van de Aarde en de gevolgen daarvan. In 2011 maakte zij samen met Bernice Notenboom in Mali de film Desert Alert over de maatschappelijke gevolgen van de klimaatverandering in ontwikkelingslanden. 
Vanuit het perspectief van de opwarmingsproblematiek zet zij zich sinds 2014 ook in voor het werk van ontwikkelingsorganisatie Cordaid.

## Privéleven
Ribberink is getrouwd en heeft twee dochters. In november 2012 kwam ze in het nieuws omdat ze samen met haar echtgenoot haar monumentale boerderij in Lent in zijn geheel liet verplaatsen. Dit was nodig in verband met de aanleg van de brug De Oversteek., de tweede stadsbrug van Nijmegen.